# Хлорида
Хлорида (грч. χλωρις, лат. Chloris) је једна од Хора, и име једне краљице и једне краљевске кћери.
- Хлорида - Хлорида жена краља Нелеја
- Хлорида - Хлорида кћерка тебанског краља
- Хлорида - Хлорида једна од Хора

## Хлорида жена краља Нелеја
Хлорида је била кћерка краља Амфиона из минијског града орхомена и жена краља Нелеја. Хлорида је имала кћерку Пероју и дванаест синова, од којих је једанаест нашло смрт, када су притекли у помоћ елидском краљу Аугији у сукобу који је он повео против Херакла. Спасао се само најмлађи Хлоридин син, Нестор, који је постао пилски краљ, и који је у својој подмаклој доби учествовао на походу против Троје.

## Хлорида кћерка тебанског краља
Хлорида је била кћерка тебанског краља Амфиона и његове жене Ниобе. Када се њена мајка подсмевала, као мајка која је родила седам ћерки и седам синова, Лети која је имала само сина и кћерку. Аполон и Артемида, Летина деца, да би осветили своју мајку, поубијали су сву Ниобину децу, и међу њима и Хлориду. Када је све то видела Ниоба се окаменила од туге.

## Хлорида једна од Хора
Богиња Хлорида је била једна од Хора - Грчки пандам римске богиње пролећа и цвећа, Флоре. Хлоридин муж је био Зефир, бог ветра.